# III Records
III Records is een platenlabel uit Japan, opgericht in 1999. Het richt zich op het uitbrengen van allerlei muziek, van jazz tot klassieke muziek, met speciale aandacht voor avant-garde en nieuwe muziek. Artiesten wier werk op het label uitkwam, waren onder meer: OGOGO, Igor Grigoriev, Drea Courtney, Rod Oakes, Kyoto Wajima en Ira Schulman.